# Tuyến
Tuyến là một cơ quan trong cơ thể động vật giúp tổng hợp những chất để giải phóng như hormone hoặc sữa, thường vào trong dòng máu (tuyến nội tiết) hoặc vào những chỗ hở trong cơ thể hoặc bề mặt ngoài của nó (tuyến ngoại tiết).

## Chức năng
Dựa theo chức năng, các tuyến có thể chia thành hai loại:

### Các tuyến nội tiết
Tuyến nội tiết là những tuyến tiết ra các chất lưu thông qua dòng máu, tiết thẳng vào máu do đó không có hệ thống ống dẫn.

### Các tuyến ngoại tiết
Tuyến ngoại tiết (exocrine gland) là những tuyến tiết các sản phẩm của nó qua một hệ thống ống dẫn từ cơ quan sản xuất lên bề mặt. Tuyến ngoại tiết còn giữ liên lạc với biểu mô phủ tại xuất nguồn của tuyến; sự liên lạc này thể hiện dưới dạng ống bài xuất có cấu tạo bởi các tế bào biểu mô phủ, có tính năng bài xuất chất tiết của tuyến ra ngoài.
Dựa vào cơ chế bài tiết có thể chia thành 3 nhóm chính:
- Các tuyến toàn vẹn (merocrine gland): Hạt tiết rời khỏi tế bào chế tiết theo kiểu xuất bào và tế bào chế tiết nguyên vẹn sau hoạt động chế tiết. Ví dụ: tuyến tụy.
- Các tuyến toàn hủy (Holocrine gland): Chất tiết là toàn bộ cấu trúc của tế bào chế tiết bị đẩy ra khỏi tuyến. Ví dụ: tuyến bã.
- Các tuyến bán hủy (Apocrine gland): Chất tiết chỉ là phần bào tương ở bên trên nhân tế bào chế tiết (trong chất tiết không có nhân tế bào chế tiết)

Dựa vào sản phẩm của các tuyến ngoại tiết có thể phân chia thành 3 nhóm sau:
- Tuyến tiết dịch — tiết ra dung dịch như nước, thường giàu protein.
- Tuyến tiết nhày — tiết ra các sản phẩm nhớt, giàu carbohydrat (như glycoproteins).
- Tuyến tiết bã nhờn — tiết ra các sản phẩm giàu lipid. Các tuyến này thường gọi là các tuyến tiết dầu.

## Hình ảnh thêm

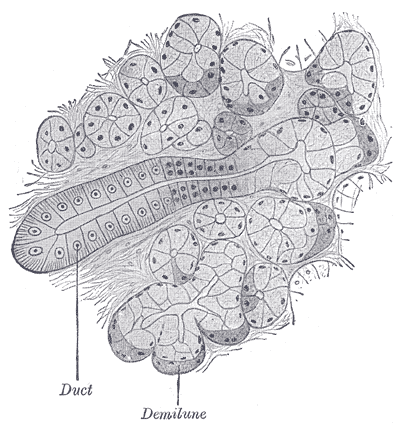
Một phần tuyến dưới hàm của mèo con. Duct semidiagrammatic.
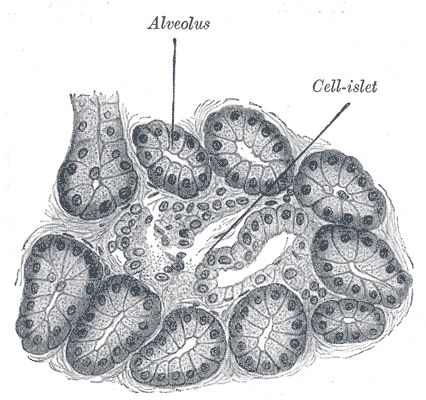
Section of pancreas of dog. X 250.
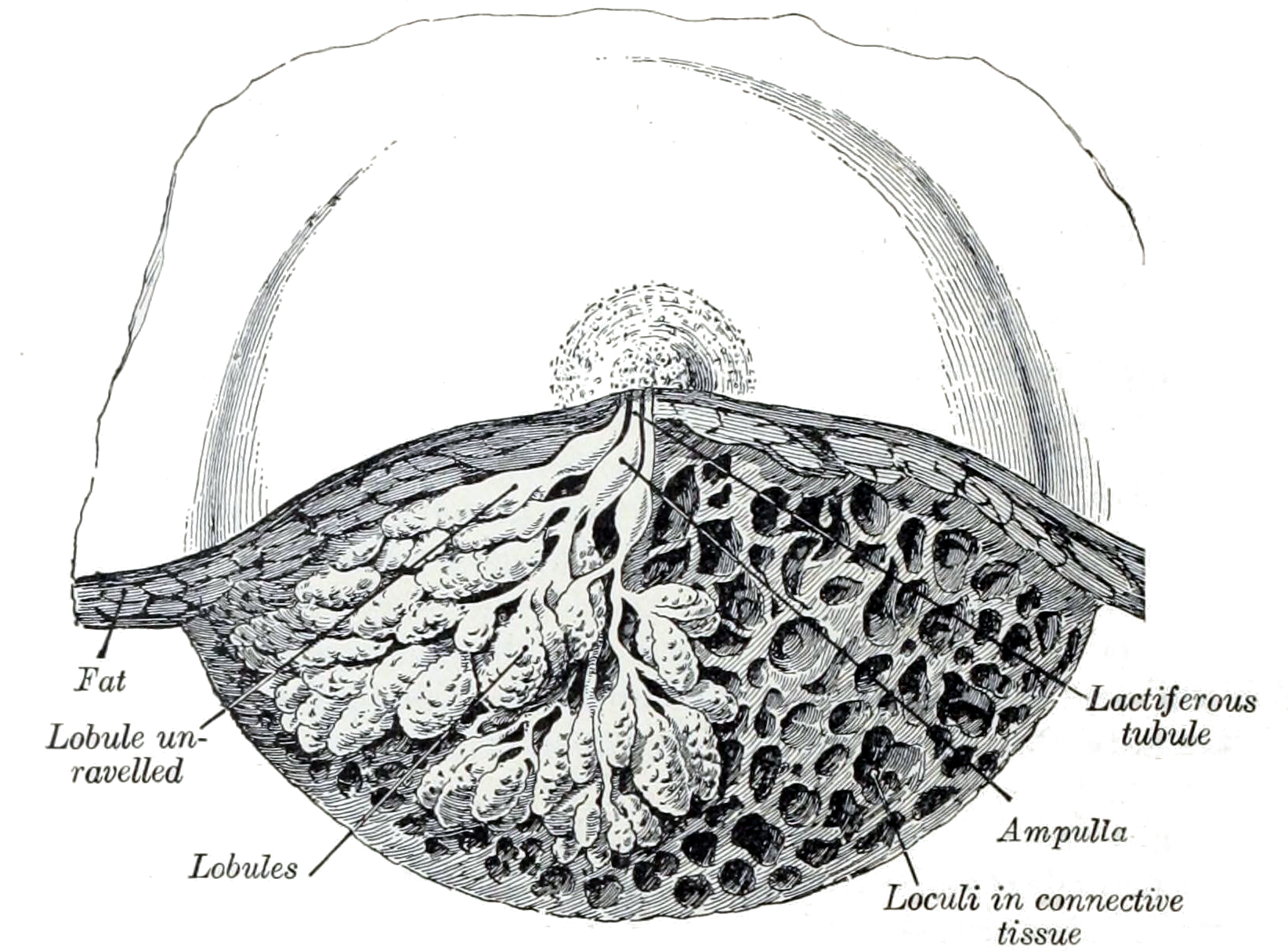
Dissection of a lactating breast.
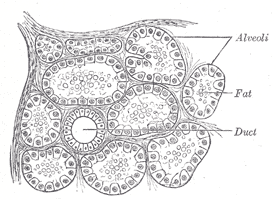
Section of portion of mamma.
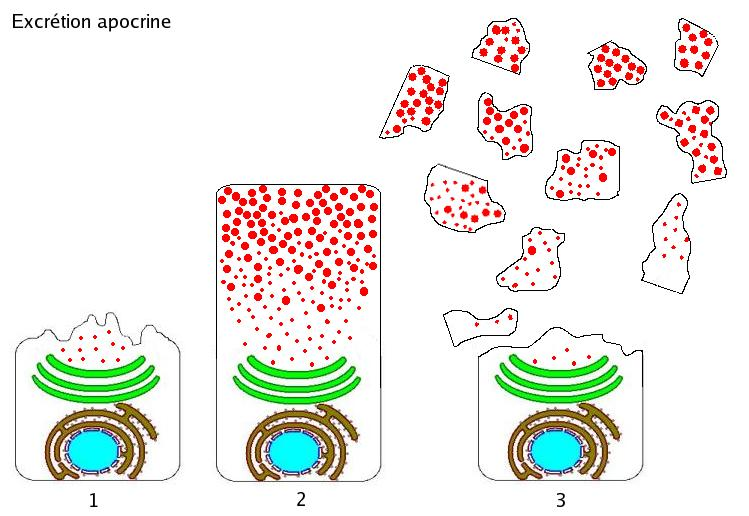
Apocrine
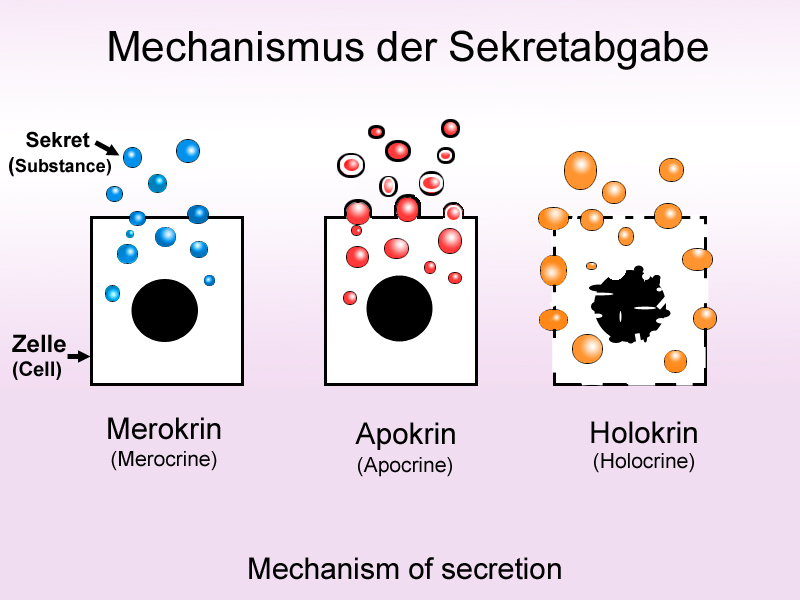
Methods of secretion